# Isohaara kraftverksdamm
Isohaara kraftverksdamm  (Isohaaran vl:n yläallas) är det nedersta vattenmagasinet i Kemi älv i kommunerna Keminmaa och Kemi i landskapet Lappland i Finland. Sjön ligger 11,9 meter över havet. Arean är 9,3 kvadratkilometer och strandlinjen är 34,1 kilometer lång. Sjön  ingår i Kemi älvs huvudavrinningsområde.   Den ligger omkring 88 kilometer sydväst om Rovaniemi och omkring 620 kilometer norr om Helsingfors. 
I sjön finns ön Rantaniemensaari sjöarna Rimalinsaari. Sjön ligger i anslutning till staden Kemi.